# 奉天自动电话交换局
奉天自动电话交换局，其旧址位于辽宁省沈阳市和平区太原北街34号。大楼现为中国联通使用。目前，该建筑被列为沈阳市文物保护单位。

## 历史沿革
1936年，奉天满铁附属地建立奉天中央电话局，而大楼作为电话局的一部分投入使用。奉天中央电话局最初的设备有4000部，但实际上只有2748户用户进行了安装。1945年日本投降后，该建筑成为沈阳电信局的机械修配所。1955年，该处被命名为电话三分局，至1985年成为沈阳市电信局电信三分局的办公楼。目前，大楼为中国联通用作为营业厅。

## 建筑
大楼由关东厅内务局土木课于1927年设计并于1928年建成。大楼建筑坐西向东，地上三层，为钢筋混凝土结构，建筑面积约2900平方米。大楼立面设计简洁，被设计者本人称为“现代哥特式”。该建筑是日本现代主义建筑——将西方复古建筑元素与现代设计理念相结合，既保留了历史样式的平衡、对称和稳重，又呈现出简洁的现代感。在大楼立面的材质方面，立面底层使用仿石材料，二、三层墙面贴黄色面砖，顶部为水泥砂浆罩面。大楼主入口较小，呈拱券式，上方有三根直达顶部的扶壁柱。